# If then else
if_then_else to szósty studyjny album holenderskiego zespołu The Gathering.

## Lista utworów
1. "Rollercoaster" – 4:45
2. "Shot to Pieces" – 4:10
3. "Amity" – 5:57
4. "Bad Movie Scene" – 3:49
5. "Colorado Incident" – 4:53
6. "Beautiful War" – 2:32
7. "Analog Park" – 6:05
8. "Herbal Movement" – 4:10
9. "Saturnine" – 5:11
10. "Morphia's Waltz" – 6:37
11. "Pathfinder" – 4:38

## Listy sprzedaży
| Lista   | Kraj     | Pozycja |
| ------- | -------- | ------- |
| Top 100 | Holandia | 47      |